# Сергий (Фомин)
Митрополит Сергий (в миру Виталий Павлович Фомин; род. 24 августа 1949, Краснозаводск, Загорский район, Московская область, РСФСР, СССР) — архиерей Русской православной церкви на покое, бывший митрополит Воронежский и Лискинский.

## Биография
Родился в верующей семье. По собственным воспоминаниям: «Детство было трудным, как и у всех тогда. Продуктовые карточки отменили за два года до моего рождения, но и два года спустя было голодно. Но этих трудностей мы, дети, тогда не замечали, детские годы для меня были счастливыми, несмотря ни на что». Лет с десяти его стали по выходным отпускать одного из Краснозаводска в Загорск (ныне — Сергиев Посад) на церковные службы. При этом ему приходилось с вечера до литургии оставаться в храме, так как ночевать у родственников там было опасно — стражи порядка немедленно брали гостей под «опеку», а на улице его могла арестовать милиция.
В шестом классе, уже решив стать священником, вступил в пионеры — «Дожали». Потом стал комсомольцем.
В 1967 году окончил школу и намеревался выйти из ВЛКСМ и поступить в духовную семинарию, но столкнулся с трудностями, чинимыми ему властями. Так, его вызывали на «разговор по душам» в горкомы комсомола и партии, потом и в райком КПСС в Загорске. По его воспоминаниям: «Когда я завёл речь о том… что у нас есть Конституция и по ней мы можем исповедовать любую религию… мне ответили так: „Знаешь что, дорогой, Конституция — для бабушек, а не для тебя!“».
В итоге всё же смог поступить в Московскую духовную семинарию. В 1970 году окончил семинарию и поступил в Московскую духовную академию.
26 августа 1973 года наместником Троице-Сергиевой Лавры архимандритом Иеронимом (Зиновьевым) был пострижен в монашество с именем Сергий в честь преподобного Сергия Радонежского.

### Священническое служение
21 сентября того же года ректором Московской духовной академии епископом Дмитровским Владимиром (Сабоданом) был рукоположён в сан иеродиакона, а 22 сентября, — в сан иеромонаха.
С 1973 года по 1974 год — исполнял обязанности заведующего канцелярией Московской духовной академии и Московской духовной семинарии.
В 1974 году окончил Московскую духовную академию со степенью кандидата богословия. Кандидатская диссертация на тему: «Учение святого Афанасия Великого о единосущии Сына Божия с Богом Отцом».
С 1974 года по 1977 год обучался в аспирантуре при Московской духовной академии и исполнял в Троице-Сергиевой лавре послушание по сопровождению иностранных делегаций.
В 1977 года становится референтом Отдела внешних церковных сношений Московского Патриархата.
В 1978 году к празднику Пасхи был удостоен Патриархом Пименом возведения в сан игумена.
С 1978 года по 1982 год — представитель Московского патриархата при Христианской мирной конференции в Праге (ЧССР). Из-за рубежа всякий раз привозил Библию, на таможне делая вид, что это его личная книга, а новой она кажется потому, что хозяин от природы аккуратен.
22-27 июня 1978 года участвовал в работе Пятого Всехристианского мирного конгресса в Праге, на котором был избран членом комитета продолжения работы Христианской мирной конференции. Затем избран членом Международного секретариата и заместителем генерального секретаря.
В 1981 года был возведён в сан архимандрита.
С 26 по 30 марта 1979 года в Праге принял участие в консультации комиссии «Всемирная
миссия и евангелизация» на тему «Христианское свидетельство сегодня в социалистических странах Европы».
С апреля по май 1982 года руководил штабом по подготовке и проведению Всемирной конференции «Религиозные деятели за спасение священного дара жизни от ядерной катастрофы».
16 июля 1982 года Священным Синодом Русской православной церкви назначен заместителем председателя Отдела Внешних Церковных сношений Московского Патриархата с освобождением от должности представителя Русской Православной Церкви при Христианской мирной конференции. 
Принял участие в прошедшей с 5 по 8 октября 1982 года миротворческой конференции «Карловы Вары-V».

### Викарий Патриарха Московского и всея Руси
28 декабря 1982 года решением Священного Синода Русской православной церкви избран епископом Солнечногорским, викарием Московской епархии.
29 января 1983 года в Белом зале Патриаршей резиденции в Чистом переулке в Москве состоялось его наречение в сан епископа, которое возглавил Патриарх Московский и всея Руси Пимен.
30 января 1983 года в Богоявленском патриаршем соборе состоялась его епископская хиротония, которую совершили: Патриарх Пимен, митрополит Таллинский и Эстонский Алексий (Ридигер), митрополит Минский и Белорусский Филарет (Вахромеев), митрополит Крутицкий и Коломенский Ювеналий (Поярков), архиепископ Волоколамский Питирим (Нечаев), архиепископ Свердловский и Курганский Платон (Удовенко), архиепископ Зарайский Иов (Тывонюк).
Принял участие в прошедшей с 24 июля по 10 августа 1983 года VI Генеральной ассамблеи Всемирного совета церквей.
26 декабря 1984 года освобождён от должности заместителя Председателя ОВЦС и назначен представителем Русской Православной Церкви при Всемирном Совете Церквей в Женеве (Швейцария) и настоятелем Храма Рождества Пресвятой Богородицы в Женеве.
9 сентября 1988 года, «во внимание к усердному служению святой Церкви», удостоен сана архиепископа.
Участвовал в прошедшем 27 — 31 августа 1990 года в Женеве в XXV международном старокатолическом конгрессе.
31 января 1991 года назначен председателем созданного тогда же Синодального отдела по церковной благотворительности и социальному служению. В том же году не позднее 25 марта освобождён от должности представителя Московского Патриархата при ВСЦ.
По собственному признанию: «Патриарх Алексий II поставил тогда перед нами задачу, чтобы отдел существовал на самофинансировании. Нужно было выживать и искать какие-то дополнительные источники дохода. Но поскольку я работал при Всемирном Совете Церквей, у меня осталось немало связей, необходимых для подобной деятельности. Нашлись помощники — хорошие, добрые христиане, правда, из-за границы, — и с их помощью мы открыли в Москве две пекарни. Благодаря этому удавалось содержать довольно большой коллектив нашего отдела».
17 июля 1996 года решением Священного Синода назначен Управляющим делами Московского Патриархата (в связи с чем по должности стал постоянным член Священного Синода) с сохранением управления Отделом по церковной благотворительности и социальному служению. По собственному признанию: «События происходили важные и интересные: образовывались новые епархии, епархиальные архиереи должны были адаптироваться к новым условиям. Все это было сложно, и моей задачей было „навести мосты“ между местной властью и епархиальными архиереями. Бывало, что местная власть не входила в положение епархии. Слава Богу, приезжая на места, мне удавалось урегулировать эти вопросы».
18 февраля 1997 года в первый день Архиерейского Собора Русской православной церкви 18-23 февраля 1997 года был избран его секретарём.
14 мая 1997 года Распоряжением Президента Российской Федерации включён в состав Совета по взаимодействию с религиозными объединениями при Президенте Российской Федерации.
19 февраля 1999 года Патриарх Московский и всея Руси Алексий II своим указом «во внимание к архипастырским трудам» удостоил архиепископа Сергия сана митрополита.

### На Воронежской кафедре
7 мая 2003 года решением Священного Синода назначен митрополитом Воронежскм и Борисоглебским.
26 декабря 2003 года решением Священного Синода освобождён от должности Управляющего делами Московской Патриархии.
2 сентября 2004 года исключён из Совета по взаимодействию с религиозными объединениями при Президенте Российской Федерации.
5 марта 2010 года решением Священного Синода освобождён от должности председателя Отдела по церковной благотворительности и социальному служению с выражением благодарности за труды по организации Отдела и за руководство его деятельностью на протяжении почти двадцати лет
3 июля 2011 года принял участие в торжествах случаю 40-летия Первосвятительской интронизации Патриарха Болгарского Максима, прошедших в Патриаршем кафедральном соборе во имя святого благоверного князя Александра Невского в Софии.
26 декабря 2013 года Священный Синод выделил из Воронежской епархии Россошанскую и Борисоглебскую епархии, титул митрополита Сергия был изменён на «Воронежский и Лискинский», все три епархии вошли в состав новообразованной Воронежской митрополии, главой которой стал митрополит Сергий.
24 октября 2024 года решением Священного Синода РПЦ почислен на покой с выражением благодарности «за более чем 20-летнее управление Воронежской епархией, во время которой число храмов и духовенства существенно увеличилось, а также за предыдущие труды в области внешних церковных связей, в сфере церковной благотворительности и в области церковного администрирования в качестве управляющего делами Московской Патриархии». Местом пребывания на покое ему был опредедён город Москва с получением содержания от Воронежского епархиального управления.
Согласно поданному прошению и последующей резолюции патриарха Кирилла, местом проживания оставлен город Воронеж. В настоящее время в воскресные и праздничные дни митрополит Сергий совершает богослужения в Покровском соборе г. Воронежа, преподает в Воронежской духовной семинарии.

## Взгляды
В 2022 году Фомин выступил с поддержкой вторжения России на Украину, заявив что «желание государственных деятелей Украины быть независимыми от России побудило их обратиться к разрушительным силам нацистского, фашиствующего толка». В июле 2022 года, как «поддержавший агрессию России против Украины», был внесён ФБК в список разжигателей войны состоящий из лиц, которые «используют свои религиозные организации для пропаганды агрессии и массового убийства», с предложением введения против него международных санкций. Национальное агентство по предотвращению коррупции Украины выступило с инициативой о введении против Фомина международных санкций, так как он «пропагандирует агрессивную войну против Украины через религиозные структуры и вмешательство во внутрицерковные дела Украины».

## Публикации
статьи
- К 70-летию Генерального епископа д-ра Яна Михалко // Журнал Московской Патриархии. — 1983. — № 3. — С. 62—63.
- Речь при наречении в сан епископа Солнечногорского // Журнал Московской Патриархии. 1983. — № 4. — C. 10;
- Вторая Генеральная Ассамблея Латиноамериканской ХМК // Журнал Московской Патриархии. М., 1983. — № 4. — C. 39-41.
- «Оказание помощи жертвам стихийных бедствий и чрезвычайных ситуаций — долг религиозных организаций». [Доклад на международном семинаре 13-14.11.1996 г. в Москве. Семинар организован Отделом по социальному служению и благотворительности, ВСЦ и ООН] // Журнал Московской Патриархии. М., 1997. — № 1. — C. 50-55;
- Приветственное слово к участникам 7-й Ежегодной богословской конференции // Ежегодная богословская конференция Православного Свято-Тихоновского богословского института. М., 1997. — C. 5.
- Миссия и благотворительность // Миссия церкви и современное православное миссионерство: международная богословская конференция к 600-летию свт. Стефана Пермского / Московская высшая православно-христианская школа (9-11 октября 1996 г. ; М.). — М. : Свято-Филаретовская московская высшая православно-христианская школа, 1997. — 226 с. — С. 81-86
- Архиепископ Серафим (Родионов) // Журнал Московской Патриархии. М., 1998. — № 5. — C. 47-49.
- «У меня в жизни было одно желание — служить Церкви…» (юбилей митрополита Солнечногорского Сергия) // Журнал Московской Патриархии. М., 1999. — № 10. — C. 34-36.
- Социальное служение — долг Церкви, обязанность государства, призвание человека // «Исторический вестник». М., 2000. — № 5-6 (9-10). — C. 115—120.
- Свидетельство духовного единства / литературная обработка: Кирьянова О. // Журнал Московской Патриархии. М., 2000. — № 7. — C. 75-76.

книги
- «Для сердца милующего боль…». Научные исследования. Доклады. Проповеди. Интервью. — Изд.: Воронеж, 2004
- Живу служением церкви : послания, проповеди, доклады, выступления, интервью. — Воронеж : Ред.-изд. совет Воронежской и Борисоглебской епархии : Пресса ИПФ, 2009. — 340 с. — ISBN 978-5-89981-617-8
- Не покориться духу времени: Интервью; Под общ. ред. еп. Россошанского и Острогожского Андрея (Тарасова). — Воронеж : [б. и.], 2014.
- Закон любви неистощим : рождественские и пасхальные послания, доклады и выступления, беседы и интервью / митрополит Воронежский и Лискинский Сергий. — Воронеж : Изд. отд. Воронежской митрополии, 2019. — 380 с. — ISBN 978-5-6043052-7-0 — 2000 экз.

интервью
- «Церковь должна быть единой, но это единство не должно означать единство взглядов и мнений…». [Беседа архиепископа Солнечногорского Сергия с протоиереем Иоанном Свиридовым] // Церковно-общественный вестник: Специальное приложение к «Русской мысли». 1996. — № 3.
- «Наша вера и упование должны быть активными»: (Интервью с Управляющим делами РПЦ архиепископом Солнечногорским Сергием) // Журнал Московской Патриархии. 1996. — № 9. — C. 9-10.
- «Смысл духовничества — облегчить жизнь человека»: Беседа с корреспондентом журнала «Церковь и Время» // «Церковь и время». 1999. — № 2 (9). — C. 21-33.
- Верю, что Господь управит жизнь Церкви // Встреча. 2000. — № 1 (11). — C. 6-9.
- Поездка паломнической делегации Русской Православной Церкви на Святую Гору Афон [интервью] / интервью — ответы: Сергий, митрополит Воронежский и Борисоглебский // Журнал Московской Патриархии. М., 2005. — № 12. — C. 42-45.
- Поездка паломнической делегации Русской Православной Церкви на Святую Гору Афон / интервью — ответы: Сергий, митрополит Воронежский и Борисоглебский // Журнал Московской Патриархии. М., 2005. — № 12. — C. 42-45.
- «Я живу служением Церкви…» // Журнал «Пастырь»: январь 2008. — C. 33—36
- Нужна ежедневная работа над собой // Журнал «Русский инок», сентябрь 2008. — C. 45—49
- Митрополит Воронежский Сергий: «Чтобы восторжествовала правда Божия на Земле…» // patriarchia.ru, 13 апреля 2022

## Награды
Церковные:
- Орден Святого Креста I степени (Иерусалимская православная церковь)
- Орден «Кирилл и Мефодий» II и III степени (Православная Церковь Чешских земель и Словакии)
- Орден святого равноапостольного великого князя Владимира III степени (1982)
- Орден преподобного Сергия Радонежского II степени (1987)
- Орден святого благоверного князя Даниила Московского I степени (1999)
- Орден святителя Макария митрополита Московского и всея Руси II степени (2003)
- Орден святого равноапостольного великого князя Владимира II степени (30 января 2008) — во внимание к усердному Вашему служению и в связи с 25-летием архиерейской хиротонии»[28]
- Орден преподобного Серафима Саровского II степени (14 октября 2018) — во внимание к Вашему усердному служению» и в связи с 65-летием[29]
- Медаль преподобного Епифания Премудрого I степени (14 октября 2018)[30]
- Орден святого благоверного князя Даниила Московского II степени (2019) — во внимание к усердным архипастырским трудам и в связи с 70-летием со дня рождения[31]
- Медаль «За усердные труды на ниве духовного образования» (2020) — во внимание к трудам на поприще образования[32]

Государственные и ведомственные:
- Медаль «В память 850-летия Москвы»
- Медаль «За заслуги в проведении Всероссийской переписи населения»
- Медаль «За укрепление уголовно-исполнительной системы» II степени (Минюст России)
- Медаль «200 лет Министерству обороны»
- Медаль «100 лет военно-воздушным силам»
- Орден «За заслуги перед Отечеством» IV степени (25 сентября 1999) — за большой вклад в возрождение духовности и укрепление гражданского мира[33]
- Благодарность Президента Российской Федерации (3 января 2001) — за большой вклад в духовное и нравственное возрождение России, укрепление гражданского мира и в связи с 2000-летием христианства[34]
- Орден Дружбы (9 декабря 2004) — за заслуги в развитии духовных и культурных традиций, укрепление дружбы между народами[35]
- Медаль «80 лет ГИБДД МВД России» (2016)[36]
- Орден Александра Невского (28 октября 2019) — за большой вклад в развитие духовных и культурных связей, активную просветительскую деятельность[37]
- Почётный знак Воеводы Семена Сабурова «Служение и долг» (Воронежская область, 5 мая 2023) — за большой вклад в развитие духовных и культурных связей, активную просветительскую деятельность
- Почетный знак «Святитель Митрофан Воронежский» (Воронежская область, 2 августа 2024) — за большой вклад в сохранение и развитие духовно-нравственных и культурных традиций, активную просветительскую деятельность и в связи с 75-летием со дня рождения
- Орден «За заслуги перед Отечеством» III степени (21 ноября 2024) — за большой вклад в сохранение и развитие духовно-нравственных традиций, многолетнюю благотворительную и общественную деятельность[38]